# Никола Дейков
 Тази статия е за българския общественик от Прилеп.  За българския търговец в Скопие вижте Никола Якимов.  
Никола (Ничо) Якимов (Кимов) Дейков (изписване до 1945 година: Никола Якимовъ Дѣйковъ) е български юрист и общественик от Македония, народен представител в XIV, XIX и XXI народно събрание.

## Биография
Никола Дейков е роден в 1862 година в град Прилеп, тогава в Османската империя, днес в Северна Македония. Произхожда от заможното семейство на Яким (Кимо) Дейков, голям търговец и общественик, участник в борбата за българска църковна независимост, и първата му съпруга Анастасия, потомка на видни българи.
Учи в прилепското класно училище, а след това в Търново, в Петропавловската духовна семинария, където баща му го изпраща при по-големия му брат Иван Дейков. Когато Иван е в последния гимназиален клас, Никола е в първия. Там под влияние на брат си чете много („Записки по българските въстания“ на Захарий Стоянов, „Миналото“ на Стоян Заимов и други). Когато един ученически бунт довежда до временно затваряне на семинарията, Никола Дейков се прехвърля вСолунската българска мъжка гимназия. Там се сприятелява със съученика си Даме Груев – приятелство, което остава крепко до смъртта на Груев; част от активната им кореспонденция е запазена. В гимназията Никола споделя с него много от прочетените в България книги, обсъждат ги, събужда интереса му към историческата литература. Това става по времето, за което казва, че режимът под управлението на Кандиларов е бил „строг и суров. Никаква книга без религиозно-православно съдържание не се допущаше за прочит“.
След ученическия бунт в Солунската гимназията Дейков, според някои автори, заедно с Груев и още 32 деца заминава през есента на 1888 година да учи безплатно в Белград на разноски на дружеството „Свети Сава“. Завършва гимназия в Белград и постъпва във Висшата школа, но през 1890 година с повечето македончета напуска Белград и заминава да довърши образованието си в Софийския университет. В София е член на Младата македонска книжовна дружина. Според Коста Църнушанов и роднините на Никола Дейков обаче след бунта той е изпратен от баща си отново в търновската Петропавловска духовна семинария и я завършва, а след това записва и завършва право в Софийския университет.
Работи като писар, а после като секретар при софийския мирови съдия. След това е мирови съдия в Луковит, Козлодуй, Орхание и отново в Луковит. Установява се там и от 1903 година до края на живота си е адвокат; като такъв защитава пред съда бедните хора безплатно. Имал е прекрасен глас, както и брат му Иван Дейков, и е пеел на всички музикално-литературни събития.
В Луковит се утвърждава като виден общественик. На 10 септември 1895 година е сред основателите на читалище „Съзнание“.  По негова инициатива читалища се основават и в цялата Луковитска околия. Той е един от най-дейните активисти на Демократическата партия в Тетевенския регион. Александър Малинов и Никола Мушанов често му гостуват. Приятел е с Любен Каравелов и Андрей Ляпчев. Независимо от партийната му принадлежност Никола Дейков е бил почитан от цялата общественост заради личните си качества и високата си нравственост.
В 1908 година е избран за депутат в XIV обикновено народно събрание.
Сътрудничи на Вътрешна македоно-одринска революционна организация (ВМОРО), помага материално. Доверено лице е не само на Даме Груев, но и на Иван Гарванов, Христо Чернопеев, Пею Чернопеев и други.
Никола Дейков има осем деца: три дъщери и един син (Дарина, Райна, Олга и Яким) от първата си жена, починала рано, и още три дъщери и един син (Елисавета, Надежда, Цветана и Иван) от втория си брак. И шестте му дъщери стават учителки. Олга Дейкова е преводачка и литературоведка, авторка на първата издадена книга за Борис Христов (1965).
Умира в 1933 година в София.

## Родословие
|  |  |  |  |             |             |             |             |                                 |                           |                           |                           |                                |                                |                                |                                | Яким Дейков                    |                                |                              |                              |                              |                              |  |  |                             |                             |                             |                             |                             |                             |  |  |  |  |  |  |  |  |  |  |  |  |
|  |  |  |  |             |             |             |             |                                 |                           |                           |                           |                                |                                |                                |                                |                                |                                |                              |                              |                              |                              |  |  |                             |                             |                             |                             |                             |                             |  |  |  |  |  |  |  |  |  |  |  |  |
|  |  |  |  |             |             |             |             |                                 |                           |                           |                           |                                |                                |                                |                                |                                |                                |                              |                              |                              |                              |  |  |                             |                             |                             |                             |                             |                             |  |  |  |  |  |  |  |  |  |  |  |  |
|  |  |  |  |             |             |             |             | Иван Дейков (1863 – 1919)       | Иван Дейков (1863 – 1919) | Иван Дейков (1863 – 1919) | Иван Дейков (1863 – 1919) | Иван Дейков (1863 – 1919)      | Иван Дейков (1863 – 1919)      |                                |                                | Стефани Панова (1862 – 1863)   | Стефани Панова (1862 – 1863)   | Стефани Панова (1862 – 1863) | Стефани Панова (1862 – 1863) | Стефани Панова (1862 – 1863) | Стефани Панова (1862 – 1863) |  |  | Никола Дейков (1862 – 1933) | Никола Дейков (1862 – 1933) | Никола Дейков (1862 – 1933) | Никола Дейков (1862 – 1933) | Никола Дейков (1862 – 1933) | Никола Дейков (1862 – 1933) |  |  |  |  |  |  |  |  |  |  |  |  |
|  |  |  |  |             |             |             |             | Иван Дейков (1863 – 1919)       | Иван Дейков (1863 – 1919) | Иван Дейков (1863 – 1919) | Иван Дейков (1863 – 1919) | Иван Дейков (1863 – 1919)      | Иван Дейков (1863 – 1919)      |                                |                                | Стефани Панова (1862 – 1863)   | Стефани Панова (1862 – 1863)   | Стефани Панова (1862 – 1863) | Стефани Панова (1862 – 1863) | Стефани Панова (1862 – 1863) | Стефани Панова (1862 – 1863) |  |  | Никола Дейков (1862 – 1933) | Никола Дейков (1862 – 1933) | Никола Дейков (1862 – 1933) | Никола Дейков (1862 – 1933) | Никола Дейков (1862 – 1933) | Никола Дейков (1862 – 1933) |  |  |  |  |  |  |  |  |  |  |  |  |
|  |  |  |  |             |             |             |             |                                 |                           |                           |                           |                                |                                |                                |                                |                                |                                |                              |                              |                              |                              |  |  |                             |                             |                             |                             |                             |                             |  |  |  |  |  |  |  |  |  |  |  |  |
|  |  |  |  | Ана Грозева | Ана Грозева | Ана Грозева | Ана Грозева | Ана Грозева                     | Ана Грозева               |                           |                           | Яким Дейков (1906 – след 1945) | Яким Дейков (1906 – след 1945) | Яким Дейков (1906 – след 1945) | Яким Дейков (1906 – след 1945) | Яким Дейков (1906 – след 1945) | Яким Дейков (1906 – след 1945) |                              |                              |                              |                              |  |  | Олга Дейкова                | Олга Дейкова                | Олга Дейкова                | Олга Дейкова                | Олга Дейкова                | Олга Дейкова                |  |  |  |  |  |  |  |  |  |  |  |  |
|  |  |  |  | Ана Грозева | Ана Грозева | Ана Грозева | Ана Грозева | Ана Грозева                     | Ана Грозева               |                           |                           | Яким Дейков (1906 – след 1945) | Яким Дейков (1906 – след 1945) | Яким Дейков (1906 – след 1945) | Яким Дейков (1906 – след 1945) | Яким Дейков (1906 – след 1945) | Яким Дейков (1906 – след 1945) |                              |                              |                              |                              |  |  | Олга Дейкова                | Олга Дейкова                | Олга Дейкова                | Олга Дейкова                | Олга Дейкова                | Олга Дейкова                |  |  |  |  |  |  |  |  |  |  |  |  |
|  |  |  |  |             |             |             |             |                                 |                           |                           |                           |                                |                                |                                |                                |                                |                                |                              |                              |                              |                              |  |  |                             |                             |                             |                             |                             |                             |  |  |  |  |  |  |  |  |  |  |  |  |
|  |  |  |  |             |             |             |             | Александър Дейков (1941 – 2003) |                           |                           |                           |                                |                                |                                |                                |                                |                                |                              |                              |                              |                              |  |  |                             |                             |                             |                             |                             |                             |  |  |  |  |  |  |  |  |  |  |  |  |